# Slam das Minas
Slam das Minas é um poetry slam organizado e disputado exclusivamente por mulheres em diferentes localidades do Brasil.

## Histórico
A iniciativa surgiu após a constatação de que as mulheres recebiam pouca visibilidade nos slams. No Slam BR de 2015, apesar de mais mulheres do que homens terem disputado a primeira rodada, somente uma delas passou para a segunda fase, e foi eliminada antes da final.
O primeiro Slam das Minas aconteceu em maio de 2015, no Distrito Federal. As várias edições percorreram vários locais da região de Brasília, uma delas tendo sido realizada dentro de um presídio feminino. Meimei Bastos venceu a final. Em 2016 surgiu a versão paulista organizada por Pam Araújo, Carol Peixoto, Mel Duarte e Luz Ribeiro, fazendo com que o slam das minas tivesse mais visibilidade.
No Rio Grande do Sul, a primeira edição foi disputada em 10 de dezembro de 2016, reunindo representantes de núcleos culturais da região metropolitana de Porto Alegre na Praça da Matriz. Dricca Silva, Fabiana Lima, Jaqueline Nascimento e Ludmila Laísa criaram em março de 2017 o Slam das Minas Bahia. Em maio do mesmo ano foi a vez do Slam das Minas RJ, criado pelas poetas Eliana Mara Chiossi, Karen Ferreira, Letícia Brito, Lian Tai, Ursula H. Lautert e Yassu Noguchi, sendo as apresentações garantidas pela Lei do Artista de Rua, do então vereador Reimont (PT). Durante a quarentena da COVID, em 2020, o Slam das Minas RJ foi convidado pelo Instituto Moreira Sales para uma residência virtual a que elas deram o nome de Quarentena Poética. Em agosto aconteceu o primeiro Slam das Minas PE.
Em junho de 2018, o Slam das Minas SP promoveu uma edição especial, convidando slammers que haviam se destacado nos outros estados: Bell Puã e Patricia Naia (Pernambuco), Laura Conceição (Minas Gerais), Letícia Brito (Rio de Janeiro), Tatiana Nascimento (Distrito Federal), Ingrid Martins (São Paulo), Fabiana Lima (Bahia), Anna Suav e Shaira Mana Josy (Pará)

## Grito
O grito da organizadora para iniciar as batalhas é Slam das Minas!, com o público respondendo: Manas (ou monas ou minas), monstras!.